# Zbraslavec
Zbraslavec (deutsch Braslawetz) ist eine Gemeinde in Tschechien. Sie liegt drei Kilometer südlich von Kunštát und gehört zum Okres Blansko.

## Geographie
Zbraslavec befindet sich am östlichen Fuße der Nedvědická vrchovina. Das Dorf liegt an der Einmündung des Baches Petrůvka bzw. Petrovský potok in den Kamínkovský potok, der sodann als Úmoří bezeichnet wird. Nördlich erhebt sich der Štrobůj kopec (474 m), im Nordosten der Chlum (511 m), östlich der Hůry (470 m) und im Westen die Kamínky (548 m). Zbraslavec liegt an der südöstlichen Grenze des Naturparks Halasovo Kunštátsko, gegen Südwesten erstreckt sich der Naturpark Lysicko.
Nachbarorte sind Kunštát, Újezd und Podchlumí im Norden, Sebranice im Nordosten, Voděrady im Osten, Drnovice im Südosten, Lysice und Záoboří im Süden, Lhota u Lysic im Südwesten, Kunice im Westen sowie Hluboké u Kunštátu, Touboř und Víska im Nordwesten.

## Geschichte

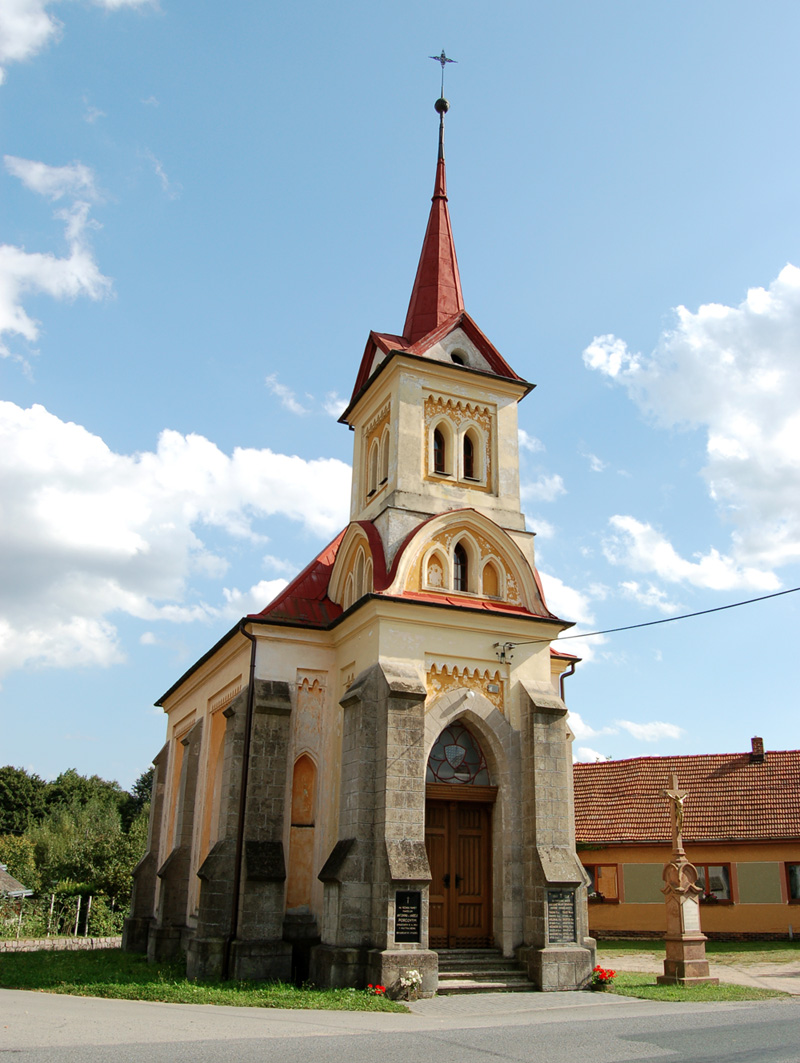
Kapelle der Jungfrau Maria vom Karmel

Die erste schriftliche Erwähnung der zur Herrschaft Kunstadt gehörigen Dörfer Zbraslavec und Martinova Ves erfolgte im Jahre 1374. Martinova Ves erlosch später wieder, auf den Fluren des Dorfes entstand der herrschaftliche Hof und die Mühle Víska.
Im Laufe der Zeit wandelte sich der Ortsname, seit dem 16. Jahrhundert wurde das Dorf als Braslavec und Braslawetz, 1674 auch als Braslavice bezeichnet. Das Dorf bestand im Jahre 1674 aus 16 Häusern, von denen 6 unbewohnt waren. 1790 lebten in den 34 Häusern von Braslavec 226 Menschen. 1834 hatte das Dorf 248 Einwohner. Bis zur Mitte des 19. Jahrhunderts blieb Braslavec immer zu Kunštát untertänig. Wegen der wenig ertragreichen Böden verdienten sich die Bewohner ihren Lebensunterhalt durch Arbeit im Forst und heimische Flachsverarbeitung. In Braslavec arbeiteten drei Mühlen und eine Sägemühle. Nach der Entdeckung eines ausgedehnten Kaolinlagers am Hůry entstanden in Braslavec Töpfereien. Ein Teil des Rohstoffes wurde die Töpfer in Kunštát geliefert. Gepfarrt war Braslavec immer nach Kunštát.
Nach der Ablösung der Patrimonialherrschaften bildete Braslavec ab 1850 eine Gemeinde in der Bezirkshauptmannschaft Boskovice. In dieser Zeit entstand auch die Straße von Kunštát nach Lysice. 1890 hatte die Gemeinde 332 Einwohner, im Jahre 1900 waren es 322. Nach dem Hochwasser von 1898 wurde die verfallene Kapelle des hl. Johannes von Nepomuk abgerissen und in den darauffolgenden Jahren eine neue prächtige Kapelle erbaut. 1909 entstand eine einklassige Dorfschule. Im Jahre 1923 erfolgte die Änderung des Gemeindenamens in Zbraslavec. 1938 lebten in Zbraslavec 276 Menschen. Nach dem Ende des Zweiten Weltkrieges zogen acht Familien in die Grenzgebiete bei Moravská Třebová und Znojmo. Dadurch sank die Einwohnerzahl bis 1947 auf 233. Seit Beginn des Jahres 1961 gehört die Gemeinde zum Okres Blansko. Zwischen 1989 und 1991 war Zbraslavec nach Kunštát eingemeindet. Seit 1992 besteht die Gemeinde wieder.

## Gemeindegliederung
Für die Gemeinde Zbraslavec sind keine Ortsteile ausgewiesen. Zu Zbraslavec gehört die Ansiedlung Víska (Wiska).

## Sehenswürdigkeiten
- neogotische Kapelle der Jungfrau Maria vom Karmel, errichtet zwischen 1899 und 1901 anstelle eines kleinen, dem hl. Johannes von Nepomuk geweihten Vorgängerbaus mit Unterstützung Besitzers der Herrschaft Kunštát, Conrad Friedrich Freiherr von Honrichs-Wolfswarffen. Die Weihe erfolgte im Jahre 1902